# Cosmosoma stictinota
Cosmosoma stictinota là một loài bướm đêm thuộc phân họ Arctiinae, họ Erebidae.